# Jraifia
Jraifia  (in arabo الجريفية‎?) è un centro abitato e comune rurale del Marocco situato nella provincia di Boujdour, regione di Laâyoune-Sakia El Hamra. Conta una popolazione di 950 abitanti (censimento 2014).